# Dreiecksbau
Der Dreiecksbau ist ein Abbauverfahren, das ausschließlich im Schieferbergbau angewendet wurde. Da diese Methode ausschließlich im Schieferbergbau angewendet wird, ist sie nicht so bekannt wie die anderen Abbauverfahren. Der Dreiecksbau wurde durch den Querbau ersetzt.

## Das Abbauverfahren
Beim Dreiecksbau werden zwei Verfahren unterschieden, der einfache Dreiecksbau und der Dreiecksbau mit hangenden und liegenden Pfeilern. Der einfache Dreiecksbau wird bei minder mächtigen Schieferlagern angewendet. Hierbei handelt es sich um Schieferlager mit einer maximalen Mächtigkeit von 26 Fuß und einem Einfallen von über 56 Gon. Solche Schieferlager werden als Leyen bezeichnet. Diese Leyen bestehen aus einer festen geschlossenen Masse, bei der das Hangende und das Liegende fast durchgehend haltbar und fest ist. Der Dreiecksbau mit hangenden und liegenden Pfeilern wird bei Lagerstätten mit großer Mächtigkeit und einem größeren Fallen als 56 Gon angewendet.

### Einfacher Dreiecksbau
Um die Lagerstätte mit dem einfachen Dreiecksbau abzubauen, wird zunächst von einer Hauptstrecke oder einem Hauptstollen ein Querschlag bis an das Lager heran aufgefahren. Das Lager wird durch sogenannte Wände, die ein trapezförmiges Profil haben, in Abbau genommen. Die Höhe der Wände liegt zwischen 12 und 20 Fuß. Die kurze Parallelseite des Trapezes hat eine Länge von 2 bis 4 Fuß und liegt abwechselnd an der Sohle und an der Firste an. Die lange Seite des Trapezes ist zwischen 15 und 21 Fuß lang. Die geneigte Seite hat einen Winkel zur Streichungslinie von 56 bis 67 Gon.
Nachdem drei bis vier Wände in der Sohle abgebaut worden sind, wird mit dem Abbau unter Sohle begonnen. Dieser Abbau findet in ähnlicher Weise statt. Je nach Wasserzutritt werden die sogenannten Böden mit einer Tiefe von 12 bis 15 Fuß abgebaut. Anschließend wird der so entstandene Hohlraum, mit aus dem vorderen Bodenbereich hereingewonnenem Bergematerial, rückwärtig verfüllt. Die Firste wird daran anschließend, mit gleichen trapezförmigen Räumen, die eine Höhe von 8 bis 15 Fuß haben, abgebaut. Die anfallenden Berge werden beim Abbau der Firste gleich zum Verfüllen genutzt. Der Versatz wird immer nahe an die Firste eingebracht. Will man die Stollensohle noch weiter verlängern, bleibt im alten Mann ein Ort offen, hierzu wird der Abbau aus dem vorderen Bereich begonnen. Soll das Ort nicht fortgesetzt werden, wird der Abbau aus dem hinteren Bereich des Lagerstättenteils begonnen.
Dieses Verfahren wird so weiter fortgesetzt, bis die Lagerstätte erschöpft ist.

### Dreiecksbau mit hangenden und liegenden Pfeilern
Das Verfahren wird prinzipiell genauso durchgeführt wie der einfache Dreiecksbau. Allerdings werden hierbei die parallelen Seiten mit einer schärferen Neigung ausgeführt. Zusätzlich werden hierbei Pfeiler, sowohl im Hangenden als auch im Liegenden und teilweise in der Mitte, zur Unterstützung des Deckgebirges stehen gelassen. Diese Pfeiler sind so bemessen, dass sie dem Firstendruck widerstehen. Bei flach fallenden Lagerstätten geben sie jedoch bei Druck nach, dadurch ziehen sich die äußeren Schieferlagen durch den starken Druck los und die Firste bricht bei halber Höhe des Pfeilers ein. Um dieses zu vermeiden, werden zusätzliche Stützpfeiler gemauert. Da die Pfeiler auch keinem hohen Seitendruck standhalten, werden sie bei der Boden- oder Firstenarbeit durch einen sogenannten Bogen unterstützt. Dies bedeutet, dass der Schiefer quer durch das Lager auf einer Höhe von 6 bis 16 Fuß stehen bleiben muss. Die Pfeiler und Bögen werden, nachdem das Ort ganz abgebaut und die Weitungen mit Versatz verfüllt sind, teilweise noch hereingewonnen. Der größere Teil dieser Pfeiler und Bögen geht jedoch verloren und kann nicht abgebaut werden.

## Der nutzbare Dachschiefer
Zunächst werden die zu gewinnenden Dachschieferlagen durch einen Vorgang, der sich Schroten (Schrämen) nennt, angelöst. Hierbei wird eine Dachschieferlage nach der anderen mit einer speziellen Schrämmaschine ganz durchschrotet. Die Tiefe des Schrots ist abhängig von der Mächtigkeit der jeweiligen Dachschieferlagen, er beträgt 0,5 bis 1 Fuß. Ist eine Lagerstätte von einer Kluft durchzogen, wird auf das Durchschroten verzichtet. Die verwertbaren Schieferplatten werden anschließend entweder durch Loskeilen oder durch sogenanntes sanftes Sprengen, mit Sprengstoffen, die eine geringe Brisanz besitzen, losgelöst. Die so hereingewonnenen Schieferblöcke werden in transportierbare Platten zerkleinert und nach über Tage transportiert.